# Anuropodione dubius
Anuropodione dubius är en kräftdjursart som först beskrevs av Hugo Frederik Nierstrasz och Brender a Brandis 1929.  Anuropodione dubius ingår i släktet Anuropodione och familjen Bopyridae. Inga underarter finns listade i Catalogue of Life.